# Lista cetățenilor de onoare ai municipiului Baia Mare
Aceasta este lista cetățenilor de onoare ai municipiului Baia Mare:
| Nr. crt. | Persoana laureată                   | An naștere/ deces | Ocupație/ Funcție | Anul acordării | Observații                                                     | Stat                                                  | Fotografie |
| -------- | ----------------------------------- | ----------------- | --- | -------------- | -------------------------------------------------------------- | ----------------------------------------------------- | ---------- |
| 1        | Valentin Băințan                    | 1924-2009         | Profesor; Metodist muzică; Bibliotecar; Dirijor cor/Director adjunct Ansamblul „Maramureș”; Director Biblioteca Județeană; Secretar literar-muzical Ansamblul Folcloric Național „Transilvania” | 1993           |                                                                | România                                               |            |
| 2        | Martin Verbeek                      | ? - ?             | Profesor | 1995           |                                                                | Țările de Jos                                         |            |
| 3        | Mircea Ionescu-Quintus              | 1917-2017         | Avocat; Poet/Ministru; Senator; Președinte Senat; Președinte PNL; Președinte de onoare PNL | 1998           |                                                                | România                                               |            |
| 4        | Ion Diaconescu                      | 1917-2011         | Inginer/Deputat; Președinte Camera Deputaților; Președinte PNȚCD; Președinte de onoare PNȚCD | 1998           |                                                                | România                                               |            |
| 5        | Lascăr Pană                         | 1934-2017         | Handbalist; Antrenor de handbal/Consilier local; Președinte Comisia de Sport a Consiliului Local Baia Mare; Vicepreședinte FRH; Președinte HC Minaur Baia Mare; Președinte de onoare HC Minaur Baia Mare | 1999           |                                                                | România                                               |            |
| 6        | Nicolae Brădeanu                    | ? - ?             | Inginer; Profesor | 1999           |                                                                | România                                               |            |
| 7        | Augustin Buzura                     | 1938-2017         | Psihiatru; Prozator; Eseist; Traducător; Scenarist/Redactor Tribuna; Președinte Fundația Culturală Română; Președinte Institutul Cultural Român; Membru titular al Academiei Române | 1999           |                                                                | România                                               |            |
| 8        | Iustinian Chira                     | 1921-2016         | Preot ortodox/Stareț Mănăstirea Rohia; Episcop Episcopia Ortodoxă Română a Maramureșului și Sătmarului | 1999           |                                                                | România                                               |            |
| 9        | Dumitru Fărcaș                      | 1921-2016         | Taragotist de muzică populară | 1999           |                                                                | România                                               |            |
| 10       | Lucian Mureșan                      | 1931-             | Preot greco-catolic/Episcop Eparhia de Maramureș; Arhiepiscop major Arhieparhia de Făgăraș și Alba Iulia; Cardinal; Membru de onoare al Academiei Române | 1999           |                                                                | România                                               |            |
| 11       | Rodica Dunca                        | 1965-             | Gimnastă gimnastică artistică | 1999           |                                                                | România                                               |            |
| 12       | Maricel Voinea                      | 1959-             | Handbalist; Antrenor de handbal | 1999           |                                                                | România                                               |            |
| 13       | Gheorghe DemecaObs.)                | 1929-1993         | Antrenor înot | 1999           | Laureat post-mortem                                            | România                                               |            |
| 14       | Viorel Bălin                        | 1936-             | Jucător oină; Jurist/Secretar municipiul Baia Mare; Magistrat; Președinte Tribunalul Maramureș | 2000           |                                                                | România                                               |            |
| 15       | Călin Vintilă                       | ? - ?             | Profesor | 2000           |                                                                | România                                               |            |
| 16       | Ágoston Véső                        | ? - ?             | Artist plastic | 2000           |                                                                | România                                               |            |
| 17       | József Metz                         | ? - ?             | Profesor | 2000           |                                                                | România                                               |            |
| 18       | Gheorghe MarchișObs.)               | ? - ?             | Jandarm(soldat) | 2000           | Laureat post-mortem                                            | România                                               |            |
| 19       | Constanța Filip                     | ? - ?             | Profesor | 2000           |                                                                | România                                               |            |
| 20       | Dumitru Angheluță                   | ? - ?             | Profesor | 2000           |                                                                | România                                               |            |
| 21       | Nicolae Ionescu                     | ? - ?             | Profesor | 2000           |                                                                | România                                               |            |
| 22       | Ferdinand Moskovits                 | 1923-2008         | Atlet; Antrenor atletism | 2000           |                                                                | România                                               |            |
| 23       | Gheorghe Pop                        | ? - ?             | Profesor | 2000           |                                                                | România                                               |            |
| 24       | Simon HollósyObs.)                  | 1857-1918         | Artist plastic; Profesor; Întemeietorul Școalii de pictură de la Baia Mare | 2000           | Laureat post-mortem                                            | Austro-Ungaria                                        |            |
| 25       | Marius Porumb                       | 1943-             | Istoric de artă; Critic de artă; Membru titular al Academiei Române | 2001           |                                                                | România                                               |            |
| 26       | Mihai Grecu                         | ? - ?             | Director general CNADNR | 2001           |                                                                | România                                               |            |
| 27       | Nicolae Dicu                        | ? - ?             | Inginer/Ministru | 2001           |                                                                | România                                               |            |
| 28       | Constantin Opriș                    | 1924- ?           | Medic/Director Spitalul Județean Baia Mare | 2002           |                                                                | România                                               |            |
| 29       | Alexandru Fekete                    | ? - ?             | Medic | 2002           |                                                                | România                                               |            |
| 30       | Lucreția Titircă                    | ? - ?             | Asistentă medicală | 2002           |                                                                | România                                               |            |
| 31       | Angela Buciu                        | 1942-             | Solistă de muzică populară/Deputat | 2002           |                                                                | România                                               |            |
| 32       | Nicolae Sabău                       | 1929-2020         | Solist de muzică populară/Primar comuna Cicârlău | 2002           |                                                                | România                                               |            |
| 33       | Ștefan Petreuș                      | 1940-             | Solist de muzică populară | 2002           |                                                                | România                                               |            |
| 34       | Ion PetreușObs.)                    | 1945-2002         | Solist de muzică populară | 2002           | Laureat post-mortem                                            | România                                               |            |
| 35       | Pasquale Natuzzi                    | ? - ?             | Director Natuzzi Group | 2003           |                                                                | Italia                                                |            |
| 36       | Petros VII(Petros Papapetrou)       | 1949-2004         | Preot ortodox/Papă și Patriarh al Alexandriei și al Întregii Africi | 2003           |                                                                | Cipru                                                 |            |
| 37       | Teoctist Arăpașu(Toader Arăpașu)    | 1915-2007         | Preot ortodox/Patriarh al Bisericii Ortodoxe Române; Membru de onoare al Academiei Române | 2003           |                                                                | România                                               |            |
| 38       | Ion Săsăran                         | 1933-2009         | Actor; Regizor | 2003           |                                                                | România                                               |            |
| 39       | Ecaterina Sandu                     | ? - ?             | Actriță | 2003           |                                                                | România                                               |            |
| 40       | Ștefan Achim                        | ? - ?             | Medic; Veteran de război | 2004           |                                                                | România                                               |            |
| 41       | Valeriu Achim                       | 1923-2014         | Învățător; Profesor/Director școală; Inspector școlar; Director Muzeul Județean Maramureș; Director Teatrul Dramatic din Baia Mare; Director Editura Gutinul Baia Mare; Veteran de război | 2004           |                                                                | România                                               |            |
| 42       | Milian Băban                        | ? - ?             | Inginer; Veteran de război | 2004           |                                                                | România                                               |            |
| 43       | Aurel Ciolte                        | ? -2009           | Inginer; Veteran de război | 2004           |                                                                | România                                               |            |
| 44       | Vasile Moldovan                     | ? - ?             | Veteran de război | 2004           |                                                                | România                                               |            |
| 45       | Aurel Vaida                         | 1927-2015         | Profesor; Veteran de război; Colonel (rzv) | 2004           |                                                                | România                                               |            |
| 46       | Iosif Capoceanu                     | ? - ?             | Întemeietor Secția de revistă la Teatrul Dramatic din Baia Mare | 2004           |                                                                | România                                               |            |
| 47       | Dragoș Ioan Michnea                 | ? - ?             | Olimpic matematică | 2005           |                                                                | România                                               |            |
| 48       | Gheorghe PetrescuObs.)              | ? - ?             | Veteran de război; General (rzv) | 2005           | Laureat post-mortem                                            | România                                               |            |
| 49       | Gabriel PriponObs.)                 | ? -2005           | Jandarm(soldat) | 2005           | Laureat post-mortem                                            | România                                               |            |
| 50       | Florin RomonțiObs.)                 | ? -2005           | Jandarm(soldat) | 2005           | Laureat post-mortem                                            | România                                               |            |
| 51       | Vasile SavObs.)                     | ? -2005           | Jandarm(soldat) | 2005           | Laureat post-mortem                                            | România                                               |            |
| 52       | Liviu Doru BindeaObs.)              | 1957-2006         | Jurist/Prefect Județul Maramureș; Senator | 2006           | Laureat post-mortem                                            | România                                               |            |
| 53       | Vasile Valeriu Buciu                | 1935-2014         | Coregraf | 2006           |                                                                | România                                               |            |
| 54       | Nicolae Breban                      | 1934-             | Scriitor; Publicist; Romancier; Eseist; Dramaturg; Poet; Traducător; Scenarist; Membru titular al Academiei Române | 2006           |                                                                | România                                               |            |
| 55       | Lucian Bălan                        | 1959-2015         | Fotbalist; Antrenor de fotbal | 2007           |                                                                | România                                               |            |
| 56       | Silvia Onisa                        | 1947-2011         | Profesor; Artist plastic | 2007           |                                                                | România                                               |            |
| 57       | Petre Got                           | 1937-             | Poet; Jurnalist | 2007           |                                                                | România                                               |            |
| 58       | Camelia Balint                      | 1984-             | Handbalistă | 2007           |                                                                | România                                               |            |
| 59       | Vasile Bota                         | ? - ?             | Veteran de război; Colonel (rzv) | 2007           |                                                                | România                                               |            |
| 60       | Volumiu Botiș                       | ? - ?             | Veteran de război; Colonel (rzv) | 2007           |                                                                | România                                               |            |
| 61       | Iosif Brudașcă                      | 1919- ?           | Veteran de război; Locotenent colonel (rzv) | 2007           |                                                                | România                                               |            |
| 62       | Vasile Cuciulan                     | ? - ?             | Veteran de război; Sublocotenent (rzv) | 2007           |                                                                | România                                               |            |
| 63       | Aurél Fecske                        | ? - ?             | Veteran de război; Colonel (rzv) | 2007           |                                                                | România                                               |            |
| 64       | Ionel Stoianovici                   | ? - ?             | Inginer; Veteran de război; Colonel (rzv) | 2007           |                                                                | România                                               |            |
| 65       | Iulius PayerObs.)                   | ? - ?             | Scriitor; Veteran de război | 2007           | Laureat post-mortem                                            | România                                               |            |
| 66       | Florin Piersic                      | 1935-             | Actor | 2008           |                                                                | România                                               |            |
| 67       | Árpád DankuObs.)                    | 1956-2008         | Arhitect | 2008           | Laureat post-mortem                                            | România                                               |            |
| 68       | Stela Pura                          | 1971-             | Înotătoare | 2008           |                                                                | România                                               |            |
| 69       | Dumitru Dobrican                    | ? - ?             | Taragotist de muzică populară | 2008           |                                                                | România                                               |            |
| 70       | Florentina Giurgi                   | ? - ?             | Solistă de muzică populară; Polițistă | 2008           |                                                                | România                                               |            |
| 71       | Petre Giurgi                        | ? - ?             | Solist de muzică populară; Polițist | 2008           |                                                                | România                                               |            |
| 72       | Iuliu Dudaș                         | ? - ?             | Artist plastic | 2008           |                                                                | România                                               |            |
| 73       | Gheorghe Costin                     | 1955-             | Dirijor; Compozitor | 2008           |                                                                | România                                               |            |
| 74       | Leucian Ferician                    | ? - ?             | Veteran de război; Plutonier adjutant (rzv) | 2008           |                                                                | România                                               |            |
| 75       | Ioan Gheorghe Țocu                  | ? - ?             | Militar; Colonel (rzv) | 2008           |                                                                | România                                               |            |
| 76       | Grigore Marcel Pop                  | ? - ?             | Militar; General de brigadă (rzv) | 2008           |                                                                | România                                               |            |
| 77       | Ilie Ioan Godja                     | ? - ?             | Militar; General de brigadă (rzv) | 2008           |                                                                | România                                               |            |
| 78       | Constantin Sas                      | ? - ?             | Militar; Colonel (rzv) | 2008           |                                                                | România                                               |            |
| 79       | Gheorghe Cordoș                     | ? - ?             | Militar; Colonel (rzv) | 2008           |                                                                | România                                               |            |
| 80       | Valer Leșe                          | ? - ?             | Militar; Locotenent colonel (rzv) | 2008           |                                                                | România                                               |            |
| 81       | Iuliu HossuObs.)                    | 1885-1970         | Preot greco-catolic; Episcop Eparhia de Cluj-Gherla; Cardinal in pectore; Senator; Membru de onoare al Academiei Române | 2008           | Laureat post-mortem                                            | Austro-Ungaria; România                               |            |
| 82       | Alexandru RusuObs.)                 | 1884-1963         | Preot greco-catolic; Profesor; Episcop Eparhia de Maramureș; Senator | 2008           | Laureat post-mortem                                            | Austro-Ungaria; România                               |            |
| 83       | Alexandru BrebanObs.)               | 1876-1944         | Preot greco-catolic | 2008           | Laureat post-mortem                                            | Austro-Ungaria; România                               |            |
| 84       | Gheorghe MarianObs.)                | ? - ?             | Preot greco-catolic | 2008           | Laureat post-mortem                                            | România                                               |            |
| 85       | Ioan Băban                          | 1953-             | Antrenor de handbal; Profesor | 2008           |                                                                | România                                               |            |
| 86       | Viorel MateianuObs.)                | 1938-1997         | Fotbalist; Antrenor de fotbal | 2009           | Laureat post-mortem                                            | România                                               |            |
| 87       | Monica Mureșan                      | 1967-             | Culturistă; Antrenor de culturism; Arbitru de culturism | 2009           |                                                                | România                                               |            |
| 88       | Săluc Horvat                        | 1935-             | Profesor; Scriitor; Membru fondator și Președinte Asociația Scriitorilor din Baia Mare; Fondator și Director executiv revista „Nord Literar” | 2009           |                                                                | România                                               |            |
| 89       | Călin Matei                         | 1966-             | Inginer/Consilier județean; Deputat; Vicepreședinte Consiliu Județean Maramureș; Președinte Consiliu Județean Maramureș; Președinte CSM Știința Baia Mare; Vicepreședinte FRR | 2009           |                                                                | România                                               |            |
| 90       | Daniel(Dan Ilie Ciobotea)           | 1951-             | Preot; Profesor/Episcop-vicar al Arhiepiscopiei Timișoarei; Arhiepiscop al Iașilor; Mitropolit al Moldovei și Bucovinei; Arhiepiscop al Bucureștilor; Mitropolit al Munteniei și Dobrogei; Patriarh al Bisericii Ortodoxe Române; Membru de onoare al Academiei Române                                                        | 2009           |                                                                | România                                               |            |
| 91       | Cristian Balaj                      | 1971-             | Fotbalist; Arbitru de fotbal/Consilier al ministrului Tineretului și Sportului; Președinte al Asociației Județene de Fotbal Maramureș; Președinte Agenția Națională Anti-Doping (ANAD) | 2009           |                                                                | România                                               |            |
| 92       | Maria Mihai                         | ? - ?             | Profesor | 2010           |                                                                | România                                               |            |
| 93       | Aurora Filip                        | ? - ?             | Profesor | 2010           |                                                                | România                                               |            |
| 94       | Mariana Vâtcă                       | ? - ?             | Profesor | 2010           |                                                                | România                                               |            |
| 95       | Petru Istrate                       | ? - ?             | Profesor | 2010           |                                                                | România                                               |            |
| 96       | Zoița Berinde                       | 1957-             | Profesor | 2010           |                                                                | România                                               |            |
| 97       | Ioan Mureșan                        | ? - ?             | Profesor | 2010           |                                                                | România                                               |            |
| 98       | Gheorghe Boroica                    | ? - ?             | Profesor | 2010           |                                                                | România                                               |            |
| 99       | Ștefan Sabău                        | ? - ?             | Profesor | 2010           |                                                                | România                                               |            |
| 100      | Lucian Stoian                       | 1964-             | Profesor | 2010           |                                                                | România                                               |            |
| 101      | Dan MițițiObs.)                     | 1971-1989         | Militar; Elev Școala Militară de Ofițeri Activi „Nicolae Bălcescu” Sibiu (U.M. 01512); Sublocotenent (post-mortem) | 2010           | Laureat post-mortem Erou martir al Revoluției din 1989[Notă 1] | România                                               |            |
| 102      | Pavel PricopObs.)                   | 1969-1989         | Militar; Soldat în termen | 2010           | Laureat post-mortem Erou martir al Revoluției din 1989[Notă 2] | România                                               |            |
| 103      | Victor MoticaObs.)                  | 1953-1989         | Militar; Pilot elicopter U.M. 01989 Sibiu; Căpitan; Maior (post-mortem) | 2010           | Laureat post-mortem Erou martir al Revoluției din 1989[Notă 3] | România                                               |            |
| 104      | Adrian Arbuzov                      | 1950-             | Voleibalist; Antrenor de volei; Profesor/Director tehnic CS Știința Explorări Baia Mare | 2010           |                                                                | România                                               |            |
| 105      | Titus Perșe                         | 1945-2014         | Solist de muzică populară | 2010           |                                                                | România                                               |            |
| 106      | Alexandru Viman                     | ? - ?             | Dirijor al Ansamblului Folcloric „Maramureșul” | 2010           |                                                                | România; Statele Unite ale Americii                   |            |
| 107      | Justin Podăreanu                    | ? - ?             | Profesor | 2010           |                                                                | România                                               |            |
| 108      | Mirela Pașca                        | 1971-             | Gimnastă gimnastică artistică; Antrenoare gimnastică artistică | 2011           |                                                                | România                                               |            |
| 109      | Iustin Hodea                        | 1961-             | Preot ortodox/Stareț Mănăstirea Rohia; Episcop Episcopia Ortodoxă Română a Maramureșului și Sătmarului | 2011           |                                                                | România                                               |            |
| 110      | Teodor Ardelean                     | 1951-             | Profesor; Emailator; Bibliotecar; Jurnalist/Consilier județean; Senator; Redactor ziarul „Năzuința” Zalău; Director Biblioteca Județeană „Petre Dulfu” din Baia Mare | 2011           |                                                                | România                                               |            |
| 111      | Dumitru Iștvan Obs.)                | ? -2011           | Inginer; Geolog | 2013           | Laureat post-mortem                                            | România                                               |            |
| 112      | Victor GorduzaObs.)                 | 1942-2014         | Geolog; Profesor/Director Muzeul de Mineralogie Baia Mare | 2014           | Laureat post-mortem                                            | România                                               |            |
| 113      | Aurel Ardelean                      | 1939-2018         | Biolog; Profesor/Rector și Președinte Universitatea de Vest „Vasile Goldiș” din Arad | 2015           |                                                                | România                                               |            |
| 114      | Gheorghe Marcaș                     | 1932-2018         | Inginer; Membru fondator și Președinte Camera de Comerț și Industrie Maramureș | 2016           |                                                                | România                                               |            |
| 115      | Viorica Marincaș                    | 1963-             | Juristă; Polițistă/Șef Inspectoratul de Poliție Județean Maramureș; Consilier județean | 2016           |                                                                | România                                               |            |
| 116      | Grigore TodoranObs.)                | 1953-2017         | Pastor penticostal | 2017           | Laureat post-mortem                                            | România                                               |            |
| 117      | Francisc Heinrich                   | 1941-             | Preot catolic | 2017           |                                                                | România                                               |            |
| 118      | Simion Mesaroș                      | 1942-             | Preot greco-catolic; Inginer; Profesor | 2017           |                                                                | România                                               |            |
| 119      | Viorel Gavra                        | ? - ?             | Preot ortodox | 2017           |                                                                | România                                               |            |
| 120      | Ioan Pop                            | 1967-             | Preot ortodox | 2017           |                                                                | România                                               |            |
| 121      | Gheorghe Bălan                      | 1943-             | Preot ortodox | 2017           |                                                                | România                                               |            |
| 122      | Caroline Cook                       | ? - ?             | Fondatoare a Fundației Hope and Homes for Children | 2018           |                                                                | Regatul Unit al Marii Britanii și al Irlandei de Nord |            |
| 123      | Mark Cook                           | ? - ?             | Fondator al Fundației Hope and Homes for Children | 2018           |                                                                | Regatul Unit al Marii Britanii și al Irlandei de Nord |            |
| 124      | Jean-Luc Schneider                  | 1959-             | Apostol Patriarh Biserica Nouapostolică | 2018           |                                                                | Franța                                                |            |
| 125      | Silviu Virgil Dragomir              | ? - ?             | Fost deținut politic | 2018           |                                                                | România                                               |            |
| 126      | Ioan Filip                          | ? - ?             | Fost deținut politic | 2018           |                                                                | România                                               |            |
| 127      | Victor Florean                      | ? - ?             | Fost deținut politic | 2018           |                                                                | România                                               |            |
| 128      | Eva Gligor                          | ? - ?             | Fostă deținută politic | 2018           |                                                                | România                                               |            |
| 129      | Valer GabrianObs.)                  | ? -2009           | Inginer/Director Centrala Minelor | 2018           | Laureat post-mortem                                            | România                                               |            |
| 130      | Alexandru Mesian(Alexandru Mesaroș) | 1937-2023         | Preot greco-catolic; Tehnician/Episcop Eparhia de Lugoj | 2018           |                                                                | România                                               |            |
| 131      | Vasile Bizău                        | 1969-             | Preot greco-catolic/Episcop Eparhia de Maramureș | 2018           |                                                                | România                                               |            |
| 132      | Ioan DragomirObs.)                  | 1905-1985         | Preot greco-catolic/Episcop | 2018           | Laureat post-mortem                                            | Austro-Ungaria; România                               |            |
| 133      | Ioan Andreica                       | ? - ?             | Veteran de război; Maior (rtr) | 2019           |                                                                | România                                               |            |
| 134      | Haralambie Cacina                   | 1923-             | Veteran de război; General de brigadă (rtr) | 2019           |                                                                | România                                               |            |
| 135      | Aurel Chihaia                       | ? - ?             | Veteran de război; Colonel (rtr) | 2019           |                                                                | România                                               |            |
| 136      | Petru Coca                          | ? - ?             | Veteran de război; Colonel (rtr) | 2019           |                                                                | România                                               |            |
| 137      | Petru Curtuzan                      | ? - ?             | Veteran de război; Plutonier adjutant șef (rtr) | 2019           |                                                                | România                                               |            |
| 138      | Roman Dobra                         | ? - ?             | Veteran de război; Plutonier adjutant șef (rtr) | 2019           |                                                                | România                                               |            |
| 139      | Ștefănache Roșca                    | ? - ?             | Veteran de război; Locotenent (rtr) | 2019           |                                                                | România                                               |            |
| 140      | Ioan Mircea Pașcu                   | 1949-             | Economist; Profesor/Consilier prezidențial; Deputat; Secretar de stat; Ministru; Parlamentar european; Vicepreședinte al Parlamentului European | 2019           |                                                                | România                                               |            |
| 141      | Georges Marsan                      | 1957-             | Farmacist/Primar Monaco | 2019           |                                                                | Franța                                                |            |
| 142      | Stefan Schönauer Bakk               | 1979-             | Economist/Director financiar Immofinanz | 2019           |                                                                | Austria                                               |            |
| 143      | Dietmar Reindl                      | 1969-             | Director operațiuni Immofinanz | 2019           |                                                                | Austria                                               |            |
| 144      | Fulga Dinu                          | 1975-             | Economistă/Director operațiuni România Immofinanz | 2019           |                                                                | România                                               |            |
| 145      | Mircea Cirț                         | 1973-             | Economist/Director executiv și Președinte ATP Exodus | 2019           |                                                                | România                                               |            |
| 146      | Ioan-Aurel Pop                      | 1955-             | Istoric; Profesor/Rector Universitatea Babeș-Bolyai; Vicepreședinte Consiliul Național de Atestare a Titlurilor, Diplomelor și Certificatelor Universitare; Președinte Consiliul Național de Atestare a Titlurilor, Diplomelor și Certificatelor Universitare; Membru titular al Academiei Române; Președinte Academia Română | 2019           |                                                                | România                                               |            |
| 147      | Marin Bancoș                        | 1966 -            | Inginer; Matematician; General de brigadă; Șeful Direcției Județene de Telecomunicații Speciale Maramureș | 2019           |                                                                | România                                               |            |
| 148      | Gheorghe Pârja                      | 1950-             | Jurnalist; Scriitor; Poet | 2020           |                                                                | România                                               |            |
| 149      | Alexandriei Peterliceanu            | ? - ?             | Director Editura „Proema” Baia Mare | 2020           |                                                                | România                                               |            |
| 150      | Petre Mitru                         | ? - ?             | | 2020           |                                                                | România                                               |            |
| 151      | Eugen Pay                           | 1940-             | Inginer; Profesor/Rector Universitatea de Nord Baia Mare | 2020           |                                                                | România                                               |            |
| 152      | Zoe Vida Porumb                     | 1948-             | Artist plastic | 2020           |                                                                | România                                               |            |
| 153      | Alexandru Nicolici                  |                   | Inițiatorul Coralei „Armonia” din Baia Mare; Vicepreședinte Asociația Națională Corală din România | 2021           |                                                                | România                                               |            |
| 154      | Andrei(Ioan Andreicuț)              | 1949-             | Inginer; Preot ortodox; Profesor/Episcop-vicar al Episcopiei de Alba Iulia; Episcop al Alba-Iuliei; Arhiepiscop al Alba-Iuliei; Arhiepiscop al Vadului, Feleacului și Clujului; Mitropolit al Clujului, Maramureșului și Sălajului; Membru de onoare al Academiei Române                                                      | 2022           |                                                                | România                                               |            |
| 155      | Ernő CzolObs.)                      | ? - ?             | Compozitor; Dirijor Corul „Schola Rivulina” | 2022           | Laureat post-mortem                                            | România                                               |            |
| 156      | Mircea Petran                       | ? - ?             | Handbalist; Câștigător Cupa IHF edițiile 1985 și 1988 | 2022           |                                                                | România                                               |            |
| 157      | Nicolae Neșovici                    | ? - ?             | Handbalist; Antrenor; Câștigător Cupa IHF edițiile 1985 și 1988 | 2022           |                                                                | România                                               |            |
| 158      | Viorel Haidu                        | ? - ?             | Handbalist; Câștigător Cupa IHF edițiile 1985 și 1988 | 2022           |                                                                | România                                               |            |
| 159      | Iosif Boroș                         | 1953 -            | Handbalist; Câștigător Cupa IHF edițiile 1985 și 1988 | 2022           |                                                                | România                                               |            |
| 160      | Olimpiu Flangea                     | ? - ?             | Handbalist; Câștigător Cupa IHF edițiile 1985 și 1988 | 2022           |                                                                | România                                               |            |
| 161      | Doru Porumb                         | ? - ?             | Handbalist; Câștigător Cupa IHF edițiile 1985 și 1988 | 2022           |                                                                | România                                               |            |
| 162      | Gheorghe Covaciu                    | 1957 -            | Handbalist; Antrenor; Câștigător Cupa IHF edițiile 1985 și 1988 | 2022           |                                                                | România                                               |            |
| 163      | Sorin Rădulescu                     | ? - ?             | Handbalist; Antrenor; Câștigător Cupa IHF edițiile 1985 și 1988 | 2022           |                                                                | România                                               |            |
| 164      | Alexandru Stamate                   | ? - ?             | Handbalist; Câștigător Cupa IHF edițiile 1985 și 1988 | 2022           |                                                                | România                                               |            |
| 165      | Ioan Marta                          | ? - ?             | Handbalist; Antrenor; Câștigător Cupa IHF edițiile 1985 și 1988 | 2022           |                                                                | România                                               |            |
| 166      | Iosif Oros                          | ? - ?             | Handbalist; Câștigător Cupa IHF edițiile 1985 și 1988 | 2022           |                                                                | România                                               |            |
| 167      | Petre Avramescu                     | ? - ?             | Handbalist; Antrenor; Câștigător Cupa IHF edițiile 1985 și 1988 | 2022           |                                                                | România                                               |            |
| 168      | Liviu Pavel                         | ? - ?             | Handbalist; Câștigător Cupa IHF edițiile 1985 și 1988 | 2022           |                                                                | România                                               |            |
| 169      | Gabriel Cosma                       | ? - ?             | Handbalist; Câștigător Cupa IHF edițiile 1985 și 1988 | 2022           |                                                                | România                                               |            |
| 170      | Dorel Iacob                         | ? - ?             | Handbalist; Câștigător Cupa IHF edițiile 1985 și 1988 | 2022           |                                                                | România                                               |            |
| 171      | Adi Popovici                        | ? - ?             | Handbalist; Antrenor; Câștigător Cupa IHF edițiile 1985 și 1988 | 2022           |                                                                | România                                               |            |
| 172      | Costel Coman                        | ? - ?             | Handbalist; Câștigător Cupa IHF edițiile 1985 și 1988 | 2022           |                                                                | România                                               |            |
| 173      | Sorin Cuc                           | ? - ?             | Handbalist; Câștigător Cupa IHF edițiile 1985 și 1988 | 2022           |                                                                | România                                               |            |
| 174      | Aneta Pătrășcoiu                    | ? - ?             | | 2022           |                                                                | România                                               |            |
| 175      | Dan Mihalache                       | 1971-             | Jurist/Jurnalist; Expert guvernamental; Deputat; Observator european; Deputat european; Secretar general adjunct al Guvernului; Șef Administrația Prezidențială; Ambasador | 2022           |                                                                | România                                               |            |
| 176      | Rodica Pop                          | ? - ?             | Profesoară; Președinte Fundația „Copiii pentru Copii – Copiii Păcii” | 2022           |                                                                | România                                               |            |
| 177      | Ștefan Hrușcă                       | 1957-             | Cântăreț | 2022           |                                                                | România                                               |            |
| 178      | Gheza VidaObs.)                     | 1913-1980         | Sculptor; Membru corespondent al Academiei Române | 2023           | Laureat post-mortem                                            | Austro-Ungaria; România                               |            |
| 179      | Petru Dunca                         | ? - ?             | Profesor universitar; Doctor | 2023           |                                                                | România                                               |            |
| 180      | Marian Ilea                         | ? - ?             | Jurnalist | 2023           |                                                                | România                                               |            |